# Équipe de Lituanie masculine de volley-ball
L'équipe de Lituanie de volley-ball est composée des meilleurs joueurs lituaniens sélectionnés par la Fédération lituanienne de volley-ball (LTF : Lietuvos tinklinio federacija). Elle n'est classée au classement de la FIVB au 15 janvier 2014.

## Sélection actuelle
| Sélection pour les Qualifications du Championnat d'Europe 2015. \| No \| Nom \| Date de naissance \| Taille \| Poids \| Poste \| Club \| \| --------------------------------------- \| --------------------------------------- \| --------------------------------------- \| ------ \| ----- \| ---------------------------- \| ---------------------------- \| \| 1 \| Edvinas Adomaitis \| 23 janvier 1993 (32 ans) \| 180 \| 70 \| Libero \| Elga Master idea-SM Dubysa \| \| 2 \| Mantvydas Šuklys \| 29 juillet 1990 (34 ans) \| 185 \| 82 \| Passeur \| SK Rūta \| \| 4 \| Lukas Gudas \| 10 mars 1986 (38 ans) \| 202 \| 99 \| Réceptionneur-attaquant \| Flamingo Volley \| \| 5 \| Arnas Rumševičius \| 22 juin 1995 (29 ans) \| 197 \| 92 \| Attaquant \| Elga Master idea-SM Dubysa \| \| 7 \| Audrius Aleknavičius \| 16 juillet 1993 (31 ans) \| 195 \| 84 \| Réceptionneur-attaquant \| Elga Master idea-SM Dubysa \| \| 8 \| Olegas Čebialis \| 25 décembre 1983 (41 ans) \| 192 \| 84 \| Passeur \| Elga Master idea-SM Dubysa \| \| 10 \| Gilbertas Kerpė \| 18 juillet 1994 (30 ans) \| 181 \| 72 \| Libero \| SK Rūta \| \| 11 \| Donatas Andriulis \| 27 octobre 1988 (36 ans) \| 196 \| 85 \| Réceptionneur-attaquant \| SK Rūta \| \| 12 \| Martynas Kolodavičius \| 19 décembre 1991 (33 ans) \| 195 \| 90 \| Attaquant \| Elga Master idea-SM Dubysa \| \| 13 \| Jaroslav Bogdanovič \| 15 mars 1990 (34 ans) \| 196 \| 91 \| Attaquant \| Middelfart VK \| \| 15 \| Lukas Každailis \| 15 août 1995 (29 ans) \| 197 \| 87 \| Attaquant \| KKSC \| \| 17 \| Tomas Vilimas \| 19 mai 1989 (35 ans) \| 196 \| 89 \| Réceptionneur-attaquant \| Orkelljunga VK \| \| \| \| \| \| \| \| \| \| Encadrement technique \| Encadrement technique \| \| \| \| Légende \| Légende \| \| Entraîneur : Ramunas Barauskis \| Entraîneur : Ramunas Barauskis \| Entraîneur : Ramunas Barauskis \| \| \| : Capitaine \| : Capitaine \| \| Entraîneur(s) adjoint(s) : Tadas Donela \| Entraîneur(s) adjoint(s) : Tadas Donela \| Entraîneur(s) adjoint(s) : Tadas Donela \| \| \| : Joueur blessé actuellement \| : Joueur blessé actuellement \| |                                         |                                         |        |       |                              |                              |
| No | Nom                                     | Date de naissance                       | Taille | Poids | Poste                        | Club                         |
| 1 | Edvinas Adomaitis                       | 23 janvier 1993                         | 180    | 70    | Libero                       | Elga Master idea-SM Dubysa   |
| 2 | Mantvydas Šuklys                        | 29 juillet 1990                         | 185    | 82    | Passeur                      | SK Rūta                      |
| 4 | Lukas Gudas                             | 10 mars 1986                            | 202    | 99    | Réceptionneur-attaquant      | Flamingo Volley              |
| 5 | Arnas Rumševičius                       | 22 juin 1995                            | 197    | 92    | Attaquant                    | Elga Master idea-SM Dubysa   |
| 7 | Audrius Aleknavičius                    | 16 juillet 1993                         | 195    | 84    | Réceptionneur-attaquant      | Elga Master idea-SM Dubysa   |
| 8 | Olegas Čebialis                         | 25 décembre 1983                        | 192    | 84    | Passeur                      | Elga Master idea-SM Dubysa   |
| 10 | Gilbertas Kerpė                         | 18 juillet 1994                         | 181    | 72    | Libero                       | SK Rūta                      |
| 11 | Donatas Andriulis                       | 27 octobre 1988                         | 196    | 85    | Réceptionneur-attaquant      | SK Rūta                      |
| 12 | Martynas Kolodavičius                   | 19 décembre 1991                        | 195    | 90    | Attaquant                    | Elga Master idea-SM Dubysa   |
| 13 | Jaroslav Bogdanovič                     | 15 mars 1990                            | 196    | 91    | Attaquant                    | Middelfart VK                |
| 15 | Lukas Každailis                         | 15 août 1995                            | 197    | 87    | Attaquant                    | KKSC                         |
| 17 | Tomas Vilimas                           | 19 mai 1989                             | 196    | 89    | Réceptionneur-attaquant      | Orkelljunga VK               |
| |                                         |                                         |        |       |                              |                              |
| Encadrement technique | Encadrement technique                   |                                         |        |       | Légende                      | Légende                      |
| Entraîneur : Ramunas Barauskis | Entraîneur : Ramunas Barauskis          | Entraîneur : Ramunas Barauskis          |        |       | : Capitaine                  | : Capitaine                  |
| Entraîneur(s) adjoint(s) : Tadas Donela | Entraîneur(s) adjoint(s) : Tadas Donela | Entraîneur(s) adjoint(s) : Tadas Donela |        |       | : Joueur blessé actuellement | : Joueur blessé actuellement |

## Palmarès et parcours

### Palmarès
Néant

### Parcours

#### Championnat d'Europe
| - 1948 : Non participant - 1950 : Non participant - 1951 : Non participant - 1955 : Non participant - 1958 : Non participant - 1963 : Non participant - 1967 : Non participant - 1971 : Non participant - 1975 : Non participant - 1977 : Non participant |  | - 1979 : Non participant - 1981 : Non participant - 1983 : Non participant - 1985 : Non participant - 1987 : Non participant - 1989 : Non participant - 1991 : Non participant - 1993 : Non qualifié - 1995 : Non participant - 1997 : Non participant |  | - 1999 : Non participant - 2001 : Non participant - 2003 : Non participant - 2005 : Non participant - 2007 : Non participant - 2009 : Non participant - 2011 : Non participant - 2013 : Non participant - 2015 : Non qualifié |